# La (род)
La (лат.) — род бабочек из семейства огнёвок-травянок (Crambidae). Известно около 10 видов из Западного полушария от США до Южной Америки, включая Галапагосские острова (Эквадор).

## Описание
Мелкие молевидные чешуекрылые серовато-коричневого цвета, размах крыльев около 2 см. Виды пяти галапагосских видов часто меньше, чем виды из Северной и Южной Америки, последние достигают от 20 до 29 мм в размахе крыльев для La cerveza Landry, 1995 и La paloma Błeszyński, 1966, двух континентальных видов, для которых известна эта информация. Общая окраска коричневая у части описанных видов, в то время как два галапагосских вида серовато-коричневые. Гениталии самцов всех видов имеют пару костальных выступов на каждой вальве, а фаллос апикально увеличен с заострёнными выступами по бокам; последнее было определено как синапоморфия рода (Landry, 1995). Личиночная пища и морфология пока неизвестны. Возможной синапоморфией галапагосских видов La являются гениталии самцов, у которых маника украшена дорсально узкими, заострёнными чешуйками средней длины. Этот признак не наблюдается у La paloma. Редуцированные тимпанальные органы галапагосских видов также могут представлять собой синапоморфию. Следуя терминологии, использованной в работе Landry (1995), эти органы можно описать следующим образом: тимпанальный гребень тонкий, прямой или широко V-образный; тимпанальные карманы почти отсутствуют; венулы secundae хорошо развиты; тимпанальный мост длинный, почти вдвое длиннее венул primae; тимпанальный гребень не наблюдается, по-видимому, отсутствует; тимпанальные барабаны узкие, очень короткие, простирающиеся назад только до основания редуцированного прецинкториума. Соотношение длины и ширины передних крыльев является половым диморфизмом, причём у всех галапагосских видов передние крылья самок немного более узкие.

## Классификация
По современным данным таксономии, основанным на морфологии (главным образом на строении гениталий), выделяют около 10 видов. Род был впервые выделен в 1966 году польским лепидоптерологом Станиславом Блэшынским (Stanisław Błeszyński, 1927—1969) с указанием в качестве типового вида Neerupa benepunctalis Hampson, 1919 и включён в состав трибы Crambini подсемейства Crambinae из семейства огнёвок-травянок (Crambidae).
- La benepunctalis (Hampson, 1919)typus — Колумбия, Перу
- La cerveza B. Landry, 1995 — Нью-Мексико (США)
- La cucaracha Bleszynski, 1966 — Боливия
- La florenciae B. Landry & Léger, 2024 — Галапагосские острова (Эквадор)
- La galapagensis B. Landry & Léger, 2024 — Галапагосские острова (Эквадор)
- La grisea B. Landry & Léger, 2024 — Галапагосские острова (Эквадор)
- La paloma Bleszynski, 1966 — Колумбия
- La paquitae B. Landry & Léger, 2024 — Галапагосские острова (Эквадор)
- La wagneuri B. Landry & Léger, 2024 — Галапагосские острова (Эквадор)

## Распространение
Северная (США) и Южная Америка, включая Галапагосские острова (Эквадор).